# Phoneyusa gabonica
Phoneyusa gabonica é uma espécie de aranha pertencente à família Theraphosidae (tarântulas).